# 天主教危地馬拉的聖雅各伯總教區
天主教危地馬拉的聖雅各伯總教區是危地馬拉一個羅馬天主教教省總教區，下轄5個教區和一個自治監督區，是該國兩個總教區之一。
教區於1534年12月18日自聖多明哥教區分出而成立，時屬西班牙西維爾總教區。教區於1743年12月16日升為總教區。
總教區管轄危地馬拉省和薩卡特佩克斯省，2010年時有3,846,000名教友（佔轄區總人口80.0%）、142個堂區和531名司鐸。現任總主教為貢薩洛·德-比利亞-伊-巴斯克斯，輔理主教為洛夫·安多尼·馬爾蒂內斯-帕雷德斯和若瑟·嘉耶當·帕拉-諾沃，危地馬拉總教區榮休輔理主教為若瑟·拉米羅·佩列塞爾-薩馬約阿和瑪略·亨利·里奧斯-蒙特，危地馬拉的聖雅各伯總教區榮休輔理主教為古斯塔沃·盧道·門多薩-埃爾南德斯。